# Post- en Telegraafkantoor (Assen)
Het Post- en Telegraafkantoor (1895) is een voormalig kantoor voor post en telegrafie in de Nederlandse stad Assen.
Het Telegraafkantoor (1874) aan de Brink in Assen was al binnen 20 jaar na de bouw te klein geworden. Architect C.H. Peters, die verantwoordelijk was voor de bouw van veel postkantoren in Nederland, ontwierp een nieuw gebouw aan de Zuidersingel. Het pand staat op een driesprong binnen het beschermd stadsgezicht, tegenover de Jozefkerk.
Het gebouw is gebouwd in de stijl van de zogeheten 'postkantoren-gotiek', een neostijl verwant aan de gotiek en de renaissance. Het pand heeft een zeer onregelmatige plattegrond. Het heeft een verdieping onder leien zadel- en schilddaken. Voor de gevels zijn verschillende stenen gebruikt, bakstenen worden afgewisseld met verblendsteen en natuursteen. Zowel de Torenlaan- als de Zuidersingelkant is voorzien van een risalerende tuitgevel. De tuit wordt aan de Torenlaanzijde besloten met een schilddragende leeuw. Een vijfzijdige avant-corps met glas in lood in de centrale travee is gericht op de driesprong.
Het Post- en Telegraafkantoor was tot 1972 in gebruik bij de posterijen en heeft sindsdien een medische functie. Het wordt tegenwoordig (2010) gebruikt door een aantal huisartsen en een praktijk voor fysiotherapie. Het gebouw is een erkend rijksmonument.